# Wiktorija Amelina

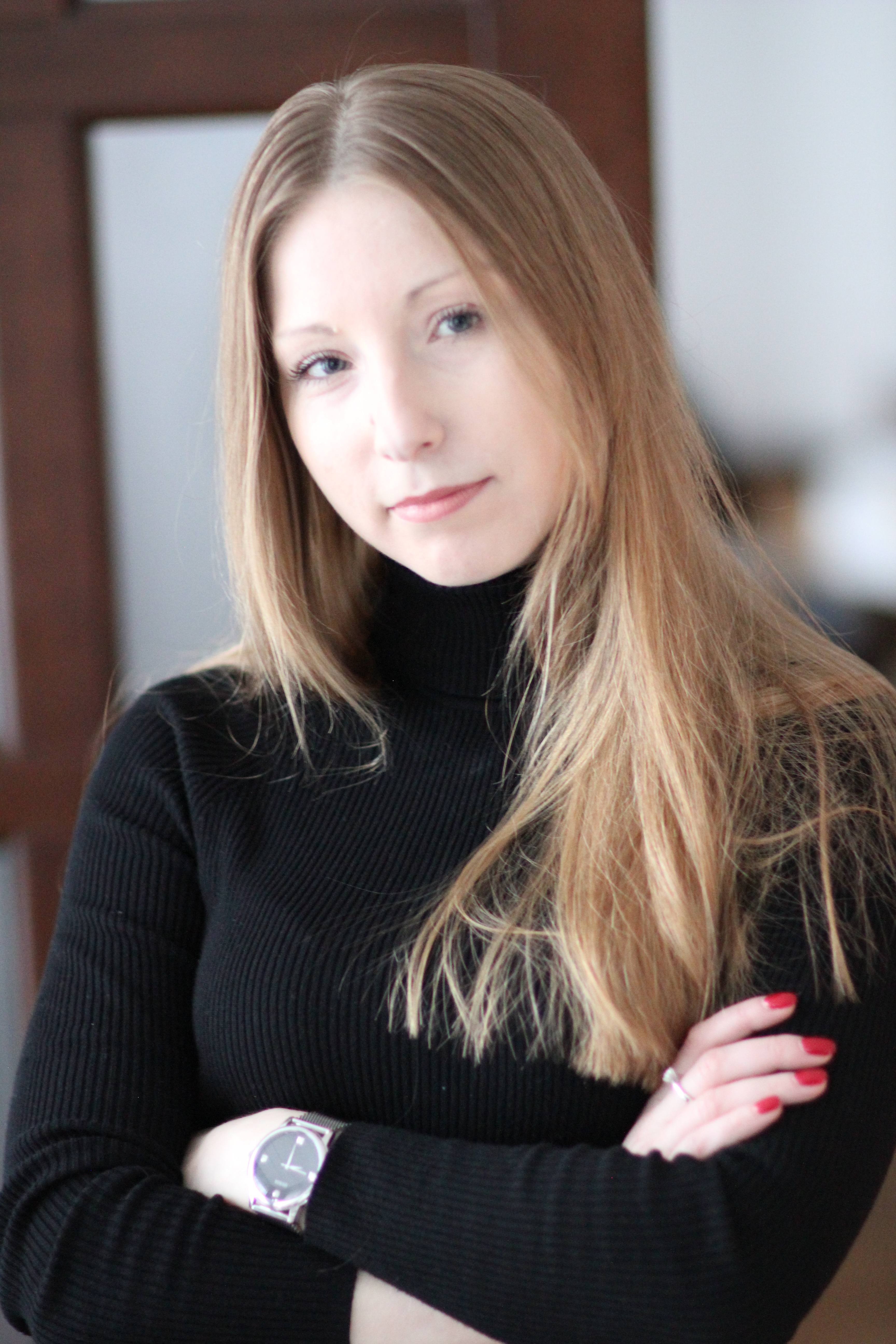
Wiktorija Amelina (2015)

Wiktorija Jurijiwna Amelina (ukrainisch Вікторія Юріївна Амеліна, englisch Victoria Yuriyivna Amelina; * 1. Januar 1986 in Lwiw; † 1. Juli 2023 in Dnipro) war eine ukrainische Schriftstellerin.

## Leben
Wiktorija Amelina emigrierte mit 14 Jahren für kurze Zeit mit ihrem Vater Jurij Schalamaj nach Kanada, kehrte aber in die Ukraine zurück. Nach dem Schulabschluss studierte sie Informatik und Ökonomie an der Nationalen Polytechnischen Universität Lwiw und arbeitete nach den Magisterabschlüssen 2007 bzw. 2008 als Programmiererin und Managerin. 2014 gab sie ihre Tätigkeit zugunsten der Schriftstellerei auf.
Bei einem russischen Raketenangriff am 27. Juni 2023 auf eine Pizzeria in Kramatorsk erlitt Amelina schwere Verletzungen, denen sie am 1. Juli 2023 erlag. Sie war verheiratet, Mutter eines Sohnes und wurde 37 Jahre alt.

## Werk
Amelina veröffentlichte zwei Romane. In ihrem ersten Roman Herbst-Syndrom oder Homo compatiens durchlebt der hoch empathische Protagonist mehrere gesellschaftliche Umbrüche oder Revolutionen des 21. Jahrhunderts, insbesondere die auf dem Tahrir-Platz 2011 in Kairo und schließlich den Euromajdan 2013/14 in Kiew.
Ihr zweiter Roman Ein Haus für Dom handelt von einem Haus am Hohen Schloss bei Lwiw, das sich als das ehemalige Wohnhaus des polnischen Schriftstellers Stanisław Lem erweist (siehe dessen Roman Das Hohe Schloß). Die Familiensaga wird aus der Perspektive eines Hundes namens Dominik erzählt. Weder der Hund noch das Haus nehmen lange Zeit die jeweils neuen Hausherren wirklich auf. Es geht um die Stadtgeschichte Lwiws, die Bewältigung von 70 Jahren sowjetischer Prägung und um die Dekommunisierung.
2016 veröffentlichte Amelina ihr erstes Kinderbuch Irgendwer, oder Wasserherz. Die Autorin publizierte gelegentlich auch auf dem schwerpunktmäßig von Schriftstellern bespielten Blog zbrucz.eu. 2021 gründete sie das New York Literature Festival, das vom 2. bis 3. Oktober in dem Städtchen Nju-Jork in der Oblast Donezk stattfand. 2023 gab sie das Kriegstagebuch des Anfang 2022 von russischen Soldaten ermordeten Kinderbuchautors Wolodymyr Wakulenko heraus.
Amelina galt als eine der bekanntesten jüngeren Schriftstellerinnen der Ukraine. Sie dokumentierte während des russischen Angriffskrieges Kriegsverbrechen und arbeitete mit Kindern in Frontnähe. Zuletzt arbeitete sie an einem englischsprachigen Sachbuch mit dem Titel War and justice diary: Looking at women looking at war, in dem sie jene Frauen porträtierte, die Kriegsverbrechen dokumentieren. Es soll postum erscheinen.

## Teilnahmen an Literaturfestivals, Nominierungen und weitere Resonanz
Amelina nahm an Literaturfestivals in der Ukraine teil, dem größten im Rahmen des Lemberger Buchforums, dem Kurzgeschichtenfestival „Intermezzo“ in Winnyzja, ferner am Saporoscher Buchkolben und in den Niederlanden am Festival „Read my world“ in Amsterdam. Seit Februar 2018 war sie Mitglied des PEN-Clubs.
Ihr erster Roman wurde 2015 für die Auszeichnung Koronazija Slowa nominiert und stand auf den Shortlists mehrerer ukrainischer literarischer Auszeichnungen (Litakcent, Walerij-Schewtschuk-Preis). Die Werke Amelinas wurden unter anderem ins Deutsche, Polnische, Tschechische und Niederländische übersetzt.

## Auszeichnungen
- 2021: Joseph Conrad Literary Award[9]
- 2024: Verdienstorden der Ukraine III. Klasse (posthum)[10]

## Werke (Auswahl)
- Синдром листопаду, або Homo Compatiens [Herbst-Syndrom oder Homo compatiens]. Discursus, Iwano-Frankiwsk 2014, 2. Auflage Vivat, Charkiw 2015
- Хтось, Або Водяне Серце [Irgendwer, oder Wasserherz]. Verlag des Alten Löwen, Lwiw 2016
- Дім для Дома [Ein Haus für Dom]. Verlag des Alten Löwen, Lwiw 2017
  - Dom dla Doma. Übersetzt von Katarzyna Kotyńska. Wydawnictwo Warstwy, Breslau 2020, ISBN 978-83-65502-43-8 (polnisch)
  - Un hogar para Dom. Avizor Ediciones, Madrid 2023, ISBN 978-84-09-50977-5 (spanisch)
- Свідчення [Zeugnis ablegen]. Verlag des Alten Löwen, Lwiw 2024.

## Aufsätze
- Ukrainer - Ziel und nicht Mittel [Українці - мета , а не засіб], in: Що дасть нам силу? Есеї українських інтелектуалів на фокус-тему українського. Hrsg. von Tetjana Teren. Duch i litera, Kyjiw 2020, S. 191–200
- Cancel culture gegen execute culture. in: Aleksandra Konarzewska u. a. (Hrsg.): „Alles ist teurer als ukrainisches Leben“. Texte über Westsplaining und den Krieg. edition FOTOTAPETA, Berlin 2023, ISBN 978-3-949262-29-6, S. 46–49 (zuvor Englisch in Eurozine[11])
- Schrecklich ähnlich. in: Ganna Gnedkova (Hrsg.): Ukraine mon amour. Stimmen einer freien Nation. Passagen-Verlag, Wien, 2023, ISBN 978-3-7092-0533-4, S. 97–104
- Homo Oblivious. in: Arrowsmith Journal VI[12]
- Nothing Bad Has Ever Happened. in: Arrowsmith Journal VII[13]
- Victoria Amelina: Victoria Amelina: Ukraine and the meaning of home. In: theguardian.com. 6. Juli 2023, abgerufen am 22. September 2023 (englisch).
- Von Nju Jork bis New York. De-Okkupation der Zukunft, in: Frankfurter Allgemeine Zeitung - Bilder und Zeiten, Nr. 162, 15. Juli 2023, S. Z 1–Z 2.

## Interviews
- Manchmal ist es gerade die Stärke der Menschen, die mich zum Weinen bringt. Interview Marina Klimchuks mit Victoria Amelina, in: Der Stern 24, 1. Juni 2023, S. 68–72.

## Nachrufe
- Kerstin Holm: Als hätte ein Geschoss die Sprache getroffen. In: FAZ.net. 3. Juli 2023, abgerufen am 22. September 2023.
- Juri Durkot: Nachruf auf Victoria Amelina – Dieses Mal war sie die Eine. In: sueddeutsche.de. 3. Juli 2023, abgerufen am 22. September 2023 (Gastbeitrag).
- Andrey Kurkov: ‘Her smile sparkled even in the most difficult times’: novelist Andrey Kurkov on Victoria Amelina. In: theguardian.com. 3. Juli 2023, abgerufen am 30. September 2023 (englisch).
- Héctor Abad Faciolince: Victoria, un refugio en el cielo. in: El Pais 4. Juli 2023[14], anschließend deutsch in NZZ vom 5. Juli 2023[15] und ukrainisch in Tyzhden 6. Juli 2023[16].